# Großer Preis von Italien 2017
Der Große Preis von Italien 2017 (offiziell Formula 1 Gran Premio Heineken d’Italia 2017) fand am 3. September auf dem Autodromo Nazionale di Monza in Monza statt und war das 13. Rennen der Formel-1-Weltmeisterschaft 2017.

## Bericht

### Hintergründe
Nach dem Großen Preis von Belgien führte Sebastian Vettel in der Fahrerwertung mit sieben Punkten vor Lewis Hamilton und mit 51 Punkten vor Valtteri Bottas. In der Konstrukteurswertung führte Mercedes mit 44 Punkten vor Ferrari und mit 193 Punkten vor Red Bull Racing.
Beim Großen Preis von Italien stellte Pirelli den Fahrern die Reifenmischungen P Zero Medium (weiß), P Zero Soft (gelb) und P Zero Supersoft (rot) sowie für Nässe Cinturato Intermediates (grün) und Cinturato Full-Wets (blau) zur Verfügung.
Im Vergleich zum Vorjahr gab es nur wenige sicherheitsrelevante Änderungen an der Strecke. So wurden in der Variante della Roggia, der Curva del Vialone und der Curva Parabolica neue TecPro-Barrieren angebracht, außerdem wurden in der Curva di Lesmo und  der Variante Ascari zusätzliche Reifenstapel hinzugefügt, hier wurden die auch zusätzliche TecPro-Sicherheitsbarrieren angebracht. Außerdem wurden die Start-Ziel-Geraden und die Boxengasse neu asphaltiert.
Es gab zwei DRS-Zonen, die im Vergleich zum Vorjahr unverändert blieben. Die erste Zone lag hinter der zweiten Curva di Lesmos, der Messpunkt befand sich 95 Meter vor der Kurve. Der Messpunkt für die zweite Zone befand sich 20 Meter vor der Curva Parabolica, die DRS-Zone war auf der Start-Ziel-Geraden und begann 115 Meter hinter der Ziellinie.
Daniil Kwjat (zehn), Kevin Magnussen, Vettel (jeweils sieben), Sergio Pérez (sechs), Jolyon Palmer, Stoffel Vandoorne (jeweils fünf), Nico Hülkenberg, Esteban Ocon (jeweils vier), Romain Grosjean, Kimi Räikkönen, Carlos Sainz jr., Max Verstappen (jeweils drei), Hamilton, Felipe Massa und Pascal Wehrlein (jeweils zwei) gingen mit Strafpunkten ins Rennwochenende.
Mit Vettel, Hamilton (jeweils dreimal) und Fernando Alonso (zweimal) traten drei ehemalige Sieger zu diesem Grand Prix an.
Rennkommissare waren Paul Gutjahr (CHE), Paolo Longini (ITA), Roger Peart (CAN) und Emanuele Pirro (ITA).

### Training
Im ersten freien Training fuhr Hamilton mit einer Rundenzeit von 1:21,537 Minuten die Bestzeit vor Bottas und Vettel. Antonio Giovinazzi sollte in diesem Training den Haas von Magnussen pilotieren. Da laut der Wettervorhersage am Tag vor dem Training jedoch nur das erste freie Training bei trockenen Bedingungen stattfinden sollte, wollte das Team Magnussen nicht ohne Training auf der trockenen Strecke das restliche Rennwochenende bestreiten lassen.
Im zweiten freien Training, das ebenfalls auf trockener Strecke stattfand, war Bottas in 1:21,406 Minuten Schnellster vor Hamilton und Vettel.
Im dritten freien Training fuhr Massa in 1:40,660 Minuten die Bestzeit vor Lance Stroll und Hülkenberg. Wegen starken Regenfalls dauerte das Training nur 16 Minuten, nur sieben Fahrer fuhren überhaupt eine gezeitete Runde.

### Qualifying
Das Qualifying bestand aus drei Teilen mit einer Nettolaufzeit von 45 Minuten. Im ersten Qualifying-Segment (Q1) hatten die Fahrer 18 Minuten Zeit, um sich für das Rennen zu qualifizieren. Alle Fahrer, die im ersten Abschnitt eine Zeit erzielten, die maximal 107 Prozent der schnellsten Rundenzeit betrug, qualifizierten sich für den Grand Prix. Die besten 15 Fahrer erreichten den nächsten Teil. Das Segment wurde nach einem Unfall von Grosjean nach rund fünf Minuten unterbrochen, der auf der neu asphaltierten Start-Ziel-Geraden Aquaplaning hatte, die Kontrolle über sein Fahrzeug verlor und in die Streckenbegrenzung einschlug. Da die Start-Ziel-Geraden die einzige Stelle des Kurses war, wo das Regenwasser nicht richtig ablief, und dies bei mehreren Fahrern für Aquaplaning sorgte, kritisierten diverse Fahrer nach dem Qualifying die Entscheidung, kurz vor dem Grand Prix einen für starken Regen „ungeeigneten“ Asphalt aufzubringen. Hamilton war zu diesem Zeitpunkt Schnellster. Da sich in der folgenden Zeit keine Wetterbesserung ereignete, wurde der Wiederbeginn des Qualifyings immer wieder verschoben. Nach etwas mehr als zweieinhalb Stunden Unterbrechung wurde das Qualifying dann wieder gestartet. Am Ende des Segments wechselten alle Piloten auf Intermediates. Grosjean qualifizierte sich mit der Rundenzeit, die er vor der Unterbrechung erzielt hatte, nicht für den Grand Prix. Bottas war Schnellster. Die Haas- und Sauber-Fahrer sowie Palmer schieden aus.
Der zweite Abschnitt (Q2) dauerte 15 Minuten. Die schnellsten zehn Piloten qualifizierten sich für den dritten Teil des Qualifyings. Hamilton war Schnellster. Die Toro Rosso-Fahrer, Alonso, Hülkenberg und Pérez schieden aus.
Der letzte Abschnitt (Q3) ging über eine Zeit von zwölf Minuten, in denen die ersten zehn Startpositionen vergeben wurden. Vandoorne erlitt einen Schaden am Hybridsystem, er musste seine gezeitete Runde ohne Unterstützung der MGU-K fahren und wurde daher abgeschlagen Zehnter. Hamilton fuhr mit einer Rundenzeit von 1:35,554 Minuten die Bestzeit vor Verstappen und Ricciardo. Es war die 69. Pole-Position für Hamilton, er war somit alleiniger Rekordhalter.
Ricciardo wurde für die Verwendung des sechsten Exemplars der MGU-H sowie des jeweils fünften Exemplars von Turbolader und Verbrennungsmotor in dieser Saison um 20 Startplätze nach hinten versetzt, Verstappen für die Verwendung des fünften Exemplars von MGU-H und Verbrennungsmotor in der Saison um 15 Startplätze. Da bei Ricciardo zudem das Getriebe gewechselt wurde, erhöhte sich die Strafe um fünf weitere Plätze. Auch bei Verstappen erhöhte sich die Strafe um fünf Plätze, da nach dem freien Training das fünfte Exemplar des Turboladers eingebaut wurde. Sainz verwendete das fünfte Exemplar der MGU-H in dieser Saison, weshalb er ebenfalls um zehn Startplätze nach hinten versetzt wurde. Alonso wurde für die Verwendung des jeweils neunten Exemplars von MGU-H und Turboladers, des jeweils siebten Exemplars von MGU-K und Verbrennungsmotors, des sechsten Exemplars des Energiespeichers sowie des fünften Exemplars der Kontrollelektronik um 35 Startplätze nach hinten versetzt. Hülkenberg wurde wegen der Verwendung des fünften Exemplars von MGU-H in dieser Saison um zehn Startplätze nach hinten versetzt, Palmer wegen der Verwendung der Verwendung des fünften Exemplars von MGU-H und Turboladers um 15 Plätze. Nach dem Qualifying wurden zwei weitere Strafen ausgesprochen: Vandoorne musste nach dem Defekt der MGU-K die komplette Antriebseinheit tauschen lassen und wurde daher wegen der Verwendung des zehnten Exemplars von MGU-H und Turbolader, des siebten Exemplars der MGU-K und des siebten Verbrennungsmotors in dieser Saison um 25 Startplätze nach hinten versetzt. Bei Grosjean musste als Folge des Unfalls das Getriebe vorzeitig ausgetauscht werden, er wurde um fünf Startplätze nach hinten versetzt. Auch Pérez wurde wegen eines vorzeitigen Getriebewechsels um fünf Startplätze nach hinten versetzt.
Wegen dieser Strafversetzungen rückten diverse Fahrer in der Startaufstellung auf. Stroll, der vom zweiten Platz aus startete, fuhr als jüngster Pilot in der Geschichte der Formel-1-Weltmeisterschaft aus der ersten Startreihe los. Auch der nun drittplatzierte Ocon erzielte seine beste Startposition in der Formel-1-Weltmeisterschaft.

### Rennen
Hamilton kam beim Start gut weg und behielt die Führung. Dahinter überholte Ocon Stroll für den zweiten Platz. Weiter hinten kam es zu einer Berührung zwischen Massa und Pérez, welche für beide Fahrer allerdings ohne Folgen blieb. Ein paar Runden später verbremste sich Verstappen auf dem Weg zur ersten Kurve und traf Massa, was dazu führte, dass er einen Reifenschaden vorne rechts erlitt und zur Box musste.
Weiter hinten gab es gute Kämpfe, darunter Räikkönen, Ocon und Stroll. Während der einzigen Boxenstopp-Runde (die meisten Fahrer legten im Rennen nur einen Stopp ein) behielten alle diese Fahrer ihre Positionen. Weiter hinten lag Ricciardo auf Platz 5, überholte aber in Kurve 1 Räikkönen und näherte sich Vettel, konnte diesen aber nicht mehr überholen.
Hamilton gewann schlussendlich das Rennen vor Bottas und Vettel. Es war Hamiltons 59. Sieg in der Formel-1-Weltmeisterschaft, davon der sechste in dieser Saison. Bottas erzielte die neunte Podestplatzierung und komplettierte so den dritten Mercedes-Doppelsieg in dieser Saison, Vettel erreichte seine zehnte Podestplatzierung. Die restlichen Punkteplatzierungen belegten Ricciardo, Räikkönen, Ocon, Stroll, Massa, Pérez und Verstappen.
Mit einer Gesamtdauer von 1:15:32 Stunden war das Rennen der kürzeste Grand Prix, der über die volle, geplante Renndistanz führte.
Hamilton übernahm mit dem Sieg erstmals die alleinige Führung in der Fahrerwertung der Formel-1-Weltmeisterschaft 2017 vor Vettel und Bottas. In der Konstrukteurswertung baute Mercedes seinen Vorsprung auf Ferrari und Red Bull weiter aus.

## Meldeliste
| Team                          | Nr. | Fahrer             | Chassis                   | Motor                         | Reifen |
| ----------------------------- | --- | ------------------ | ------------------------- | ----------------------------- | ------ |
| Mercedes AMG Petronas F1 Team | 44  | Lewis Hamilton     | Mercedes F1 W08 EQ Power+ | Mercedes-AMG F1 M08 EQ Power+ | P      |
| Mercedes AMG Petronas F1 Team | 77  | Valtteri Bottas    | Mercedes F1 W08 EQ Power+ | Mercedes-AMG F1 M08 EQ Power+ | P      |
| Red Bull Racing               | 03  | Daniel Ricciardo   | Red Bull RB13             | TAG Heuer                     | P      |
| Red Bull Racing               | 33  | Max Verstappen     | Red Bull RB13             | TAG Heuer                     | P      |
| Scuderia Ferrari              | 05  | Sebastian Vettel   | Ferrari SF70H             | Ferrari 062                   | P      |
| Scuderia Ferrari              | 07  | Kimi Räikkönen     | Ferrari SF70H             | Ferrari 062                   | P      |
| Sahara Force India F1 Team    | 11  | Sergio Pérez       | Force India VJM10         | Mercedes-AMG F1 M08 EQ Power+ | P      |
| Sahara Force India F1 Team    | 31  | Esteban Ocon       | Force India VJM10         | Mercedes-AMG F1 M08 EQ Power+ | P      |
| Williams Martini Racing       | 19  | Felipe Massa       | Williams FW40             | Mercedes-AMG F1 M08 EQ Power+ | P      |
| Williams Martini Racing       | 18  | Lance Stroll       | Williams FW40             | Mercedes-AMG F1 M08 EQ Power+ | P      |
| McLaren Honda                 | 14  | Fernando Alonso    | McLaren MCL32             | Honda RA617H                  | P      |
| McLaren Honda                 | 02  | Stoffel Vandoorne  | McLaren MCL32             | Honda RA617H                  | P      |
| Scuderia Toro Rosso           | 26  | Daniil Kwjat       | Toro Rosso STR12          | Renault R.E.17                | P      |
| Scuderia Toro Rosso           | 55  | Carlos Sainz jr.   | Toro Rosso STR12          | Renault R.E.17                | P      |
| Haas F1 Team                  | 08  | Romain Grosjean    | Haas VF-17                | Ferrari 062                   | P      |
| Haas F1 Team                  | 20  | Kevin Magnussen    | Haas VF-17                | Ferrari 062                   | P      |
| Haas F1 Team                  | 50  | Antonio Giovinazzi | Haas VF-17                | Ferrari 062                   | P      |
| Renault Sport F1 Team         | 27  | Nico Hülkenberg    | Renault R.S.17            | Renault R.E.17                | P      |
| Renault Sport F1 Team         | 30  | Jolyon Palmer      | Renault R.S.17            | Renault R.E.17                | P      |
| Sauber F1 Team                | 09  | Marcus Ericsson    | Sauber C36                | Ferrari 061                   | P      |
| Sauber F1 Team                | 94  | Pascal Wehrlein    | Sauber C36                | Ferrari 061                   | P      |

Anmerkungen
1. 1 2  Der Haas mit der Startnummer 50 sollte im ersten freien Training für Giovinazzi eingesetzt werden. Magnussen fuhr dieses Training jedoch sowie das restliche Rennwochenende mit seiner Startnummer 20.

## Klassifikationen

### Qualifying
| Pos.                                                                      | Fahrer            | Konstrukteur         | Q1       | Q2       | Q3       | Start |
| ------------------------------------------------------------------------- | ----------------- | -------------------- | -------- | -------- | -------- | ----- |
| 01                                                                        | Lewis Hamilton    | Mercedes             | 1:36,009 | 1:34,660 | 1:35,554 | 01    |
| 02                                                                        | Max Verstappen    | Red Bull-TAG Heuer   | 1:37,344 | 1:36,113 | 1:36,702 | 13    |
| 03                                                                        | Daniel Ricciardo  | Red Bull-TAG Heuer   | 1:38,304 | 1:37,313 | 1:36,841 | 16    |
| 04                                                                        | Lance Stroll      | Williams-Mercedes    | 1:37,653 | 1:37,002 | 1:37,032 | 02    |
| 05                                                                        | Esteban Ocon      | Force India-Mercedes | 1:38,775 | 1:37,580 | 1:37,719 | 03    |
| 06                                                                        | Valtteri Bottas   | Mercedes             | 1:35,716 | 1:35,396 | 1:37,833 | 04    |
| 07                                                                        | Kimi Räikkönen    | Ferrari              | 1:38,235 | 1:37,031 | 1:37,987 | 05    |
| 08                                                                        | Sebastian Vettel  | Ferrari              | 1:37,198 | 1:36,223 | 1:38,064 | 06    |
| 09                                                                        | Felipe Massa      | Williams-Mercedes    | 1:38,338 | 1:37,456 | 1:38,251 | 07    |
| 10                                                                        | Stoffel Vandoorne | McLaren-Honda        | 1:38,767 | 1:37,471 | 1:39,157 | 18    |
| 11                                                                        | Sergio Pérez      | Force India-Mercedes | 1:38,511 | 1:37,582 | –        | 10    |
| 12                                                                        | Nico Hülkenberg   | Renault              | 1:39,242 | 1:38,059 | –        | 14    |
| 13                                                                        | Fernando Alonso   | McLaren-Honda        | 1:39,134 | 1:38,202 | –        | 19    |
| 14                                                                        | Daniil Kwjat      | Toro Rosso-Renault   | 1:39,183 | 1:38,245 | –        | 08    |
| 15                                                                        | Carlos Sainz jr.  | Toro Rosso-Renault   | 1:39,788 | 1:38,526 | –        | 15    |
| 16                                                                        | Kevin Magnussen   | Haas-Ferrari         | 1:40,489 | –        | –        | 09    |
| 17                                                                        | Jolyon Palmer     | Renault              | 1:40,646 | –        | –        | 17    |
| 18                                                                        | Marcus Ericsson   | Sauber-Ferrari       | 1:41,732 | –        | –        | 11    |
| 19                                                                        | Pascal Wehrlein   | Sauber-Ferrari       | 1:41,875 | –        | –        | 12    |
| 107-Prozent-Zeit: 1:42,416 min (bezogen auf Q1-Bestzeit von 1:35,716 min) |                   |                      |          |          |          |       |
| DNQ                                                                       | Romain Grosjean   | Haas-Ferrari         | 1:43,355 | –        | –        | 20    |

Anmerkungen
1. ↑  Verstappen wurde wegen der Verwendung der fünften MGU-H, des fünften Turboladers und des fünften Verbrennungsmotors in dieser Saison um insgesamt 20 Positionen nach hinten versetzt
2. ↑  Ricciardo wurde wegen der Verwendung der sechsten MGU-H, des fünften Turboladers und des fünften Verbrennungsmotors in dieser Saison sowie eines vorzeitigen Getriebewechsels um insgesamt 25 Positionen nach hinten versetzt
3. ↑  Vandoorne wurde wegen der Verwendung der zehnten MGU-H, des zehnten Turboladers, des siebten Verbrennungsmotors und der siebten MGU-K in dieser Saison um insgesamt 25 Positionen nach hinten versetzt
4. ↑  Pérez wurde wegen eines vorzeitigen Getriebewechsels um fünf Positionen nach hinten versetzt
5. ↑  Hülkenberg wurde wegen der Verwendung der fünften MGU-H um zehn Positionen nach hinten versetzt
6. ↑  Alonso wurde wegen der Verwendung der neunten MGU-H, des neunten Turboladers, des siebten Verbrennungsmotors, der siebten MGU-K, des sechsten Energiespeichers und der sechsten Kontrollelektronik in dieser Saison um insgesamt 35 Positionen nach hinten versetzt
7. ↑  Sainz jr. wurde wegen der Verwendung der fünften MGU-H um zehn Positionen nach hinten versetzt
8. ↑  Palmer wurde wegen der Verwendung der fünften MGU-H und des fünften Turboladers in dieser Saison um insgesamt 15 Positionen nach hinten versetzt
9. ↑  Grosjean wurde erlaubt, zu starten, da er im freien Training ausreichend schnell gewesen war
10. ↑  Grosjean wurde wegen eines vorzeitigen Getriebewechsels um fünf Positionen nach hinten versetzt

### Rennen
| Pos. | Fahrer            | Konstrukteur         | Runden | Stopps | Zeit        | Start | Schnellste Runde |
| ---- | ----------------- | -------------------- | ------ | ------ | ----------- | ----- | ---------------- |
| 01   | Lewis Hamilton    | Mercedes             | 53     | 1      | 1:15:32,310 | 01    | 1:23,488 (50.)   |
| 02   | Valtteri Bottas   | Mercedes             | 53     | 1      | + 4,471     | 04    | 1:23,722 (53.)   |
| 03   | Sebastian Vettel  | Ferrari              | 53     | 1      | + 36,317    | 06    | 1:23,897 (51.)   |
| 04   | Daniel Ricciardo  | Red Bull-TAG Heuer   | 53     | 1      | + 40,335    | 16    | 1:23,361 (49.)   |
| 05   | Kimi Räikkönen    | Ferrari              | 53     | 1      | + 1:00,082  | 05    | 1:25,054 (43.)   |
| 06   | Esteban Ocon      | Force India-Mercedes | 53     | 1      | + 1:11,528  | 03    | 1:25,652 (53.)   |
| 07   | Lance Stroll      | Williams-Mercedes    | 53     | 1      | + 1:14,156  | 02    | 1:25,625 (51.)   |
| 08   | Felipe Massa      | Williams-Mercedes    | 53     | 1      | + 1:14,834  | 07    | 1:25,477 (30.)   |
| 09   | Sergio Pérez      | Force India-Mercedes | 53     | 1      | + 1:15,276  | 10    | 1:24,968 (48.)   |
| 10   | Max Verstappen    | Red Bull-TAG Heuer   | 52     | 2      | + 1 Runde   | 13    | 1:24,351 (48.)   |
| 11   | Kevin Magnussen   | Haas-Ferrari         | 52     | 1      | + 1 Runde   | 09    | 1:26,037 (48.)   |
| 12   | Daniil Kwjat      | Toro Rosso-Renault   | 52     | 1      | + 1 Runde   | 08    | 1:25,894 (43.)   |
| 13   | Nico Hülkenberg   | Renault              | 52     | 1      | + 1 Runde   | 14    | 1:26,131 (46.)   |
| 14   | Carlos Sainz jr.  | Toro Rosso-Renault   | 52     | 1      | + 1 Runde   | 15    | 1:26,210 (46.)   |
| 15   | Romain Grosjean   | Haas-Ferrari         | 52     | 2      | + 1 Runde   | 20    | 1:25,020 (48.)   |
| 16   | Pascal Wehrlein   | Sauber-Ferrari       | 51     | 1      | + 2 Runden  | 12    | 1:26,547 (47.)   |
| 17   | Fernando Alonso   | McLaren-Honda        | 50     | 1      | + 3 Runden  | 19    | 1:25,871 (44.)   |
| 18   | Marcus Ericsson   | Sauber-Ferrari       | 49     | 1      | + 4 Runden  | 11    | 1:27,663 (20.)   |
| –    | Stoffel Vandoorne | McLaren-Honda        | 33     | 0      | DNF         | 18    | 1:26,912 (30.)   |
| –    | Jolyon Palmer     | Renault              | 29     | 1      | DNF         | 17    | 1:25,752 (27.)   |

## WM-Stände nach dem Rennen
Die ersten zehn des Rennens bekamen 25, 18, 15, 12, 10, 8, 6, 4, 2 bzw. 1 Punkt(e).

### Fahrerwertung
| Pos. | Fahrer           | Konstrukteur         | Punkte |
| ---- | ---------------- | -------------------- | ------ |
| 01   | Lewis Hamilton   | Mercedes             | 238    |
| 02   | Sebastian Vettel | Ferrari              | 235    |
| 03   | Valtteri Bottas  | Mercedes             | 197    |
| 04   | Daniel Ricciardo | Red Bull-TAG Heuer   | 144    |
| 05   | Kimi Räikkönen   | Ferrari              | 138    |
| 06   | Max Verstappen   | Red Bull-TAG Heuer   | 68     |
| 07   | Sergio Pérez     | Force India-Mercedes | 58     |
| 08   | Esteban Ocon     | Force India-Mercedes | 55     |
| 09   | Carlos Sainz jr. | Toro Rosso-Renault   | 36     |
| 10   | Nico Hülkenberg  | Renault              | 34     |
| 11   | Felipe Massa     | Williams-Mercedes    | 31     |
| 12   | Lance Stroll     | Williams-Mercedes    | 24     |

| Pos. | Fahrer             | Konstrukteur       | Punkte |
| ---- | ------------------ | ------------------ | ------ |
| 13   | Romain Grosjean    | Haas-Ferrari       | 24     |
| 14   | Kevin Magnussen    | Haas-Ferrari       | 11     |
| 15   | Fernando Alonso    | McLaren-Honda      | 10     |
| 16   | Pascal Wehrlein    | Sauber-Ferrari     | 5      |
| 17   | Daniil Kwjat       | Toro Rosso-Renault | 4      |
| 18   | Stoffel Vandoorne  | McLaren-Honda      | 1      |
| 19   | Jolyon Palmer      | Renault            | 0      |
| 20   | Marcus Ericsson    | Sauber-Ferrari     | 0      |
| 21   | Antonio Giovinazzi | Sauber-Ferrari     | 0      |
| –    | Jenson Button      | McLaren-Honda      | 0      |
| –    | Paul di Resta      | Williams-Mercedes  | 0      |

### Konstrukteurswertung
| Pos. | Konstrukteur         | Punkte |
| ---- | -------------------- | ------ |
| 1    | Mercedes             | 435    |
| 2    | Ferrari              | 373    |
| 3    | Red Bull-TAG Heuer   | 212    |
| 4    | Force India-Mercedes | 113    |
| 5    | Williams-Mercedes    | 55     |

| Pos. | Konstrukteur       | Punkte |
| ---- | ------------------ | ------ |
| 06   | Toro Rosso-Renault | 40     |
| 07   | Haas-Ferrari       | 35     |
| 08   | Renault            | 34     |
| 09   | McLaren-Honda      | 11     |
| 10   | Sauber-Ferrari     | 5      |